# Peregryn z Auxerre
Święty Peregryn, Peregryn z Auxerre (ur. ?, zm. IV wieku) – święty katolicki, biskup, męczennik.
Był pierwszym biskupem Auxerre. W czasie prześladowań w IV wieku, za panowania Dioklecjana był więziony i torturowany za odmowę składania ofiar bogom, a następnie został zamordowany.
W ikonografii przedstawiany jest w szatach pielgrzymich. Jego atrybutem jest wąż symbolizujący herezję.
Papież Leon III zbudował kościół poświęcony św. Peregrynowi z Auxerre w Rzymie.
Jego wspomnienie w Kościele katolickim obchodzone jest 16 maja.